# Рийберг, Херол
Херол Рийберг (эст. Herol Riiberg; 14 апреля 1997, Раазику, Харьюмаа) — эстонский футболист, полузащитник.

## Биография
Воспитанник футбольных школ «Джокер» (Раазику) и таллинской «Флоры». В 13-летнем возрасте ездил на просмотр в «Барселону».
Во взрослом футболе начал играть в 2013 году — сначала во втором составе «Флоры» в первой лиге. Первый матч за основную команду клуба в высшей лиге сыграл 13 сентября 2013 года против таллинского «Калева», заменив на 64-й минуте Ираклия Логуа. Свой первый гол в высшей лиге забил 2 ноября 2013 года в ворота «Таммеки», став на тот момент самым юным голеадором «Флоры» в возрасте 16 лет, шесть месяцев и 19 дней. Долгое время не был регулярным игроком основного состава таллинского клуба и выступал преимущественно за вторую команду. Во второй половине сезона 2017 и во второй половине сезона 2018 выступал за правах аренды за «Тулевик» (Вильянди) в высшей лиге. В сезоне 2019 года играл за «Флору» более регулярно, и в 25 матчах забил 12 голов, что позволило ему занять шестое место в споре бомбардиров, также в этом сезоне вместе с клубом стал чемпионом Эстонии. Однако в начале следующего сезона, сразу после победного матча за Суперкубок Эстонии покинул команду и на два года был отдан в аренду в «Тулевик». В марте 2021 года в матче Кубка Эстонии забил гол прямо с углового «сухим листом».
В 2022 году перешёл в клуб «Пайде», после того как «Тулевик» по финансовым причинам отказался от участия в высшей лиге.
Выступал за сборные Эстонии младших возрастов, провёл около 50 матчей. За время выступлений в команде 19-летних забил 6 голов, что на тот момент являлось бомбардирским рекордом команды.

## Достижения
- Чемпион Эстонии: 2015, 2019
- Обладатель Кубка Эстонии: 2015/16
- Финалист Кубка Эстонии: 2017/18
- Обладатель Суперкубка Эстонии: 2020

## Личная жизнь
Братья Харди (род. 1988) и Хардо (род. 1991) занимались футболом на любительском уровне и выступали за клубы низших лиг.